# 2004 NN8
2004 NN8, também escrito como 2004 NN8, é um corpo menor que é classificado como um damocloide. O mesmo possui uma magnitude absoluta de 18,5 e tem um diâmetro com cerca de 4 km.

## Descoberta
2004 NN8 foi descoberto no dia 13 de julho de 2004, pelo Siding Spring Survey.

## Órbita
A órbita de 2004 NN8 tem uma excentricidade de 0,976 e possui um semieixo maior de 97,976 UA. O seu periélio leva o mesmo a uma distância de 2,314 UA em relação ao Sol e seu afélio a 193,637 UA.